# Захоплення Туніса (1535)
Захоплення Туні́са (ісп. Jornada de Túnez, нім. Tunisfeldzug) — військова кампанія 1535 року, що проводилася за ініціативою імператора Священної Римської імперії Карла V Габсбурга об'єднаним флотом християнських держав з метою звільнення північноафриканського портового міста Туніс від османського панування. До коаліції входили Священна Римська імперія, Кастилія (Іспанія), Португалія, Генуя, Папська держава і мальтійські лицарі. Похід особисто очолив імператор Карл V. Здійснювалася на підтримку хафсідького Туніського султанату, який втратив свою столицю 1534 року, в результаті захоплення Туніса османським флотом на чолі з Хайр ад-Діном Барбароссою. Коаліції протистояв османський флот і гарнізон, якими командував Барбаросса. Османів підтримувала Франція. 1 червня великий флот Карла V розбив Барбароссу на морі. Галеон «Ботафагу» прорвав ланцюги, що захищали Туніську гавань і обстріляв впритул зі своїх гармат форт Ла-Гулетт, після чого християнські війська здобули форт і місто штурмом. Армія Карла V  винищила в Тунісі 30 тисяч осіб, військових і цивільних, а також визволила з рабства 9 тисяч християн-невільників. Барбароссі з невеликим флотом вдалось втікти до Алжиру. Карл V відновив Мулея Хасана султаном Туніса, за що той визнав сюзеренітет Габсбургів та став виплачувати їм данину.

## Підготовка
Африканський похід Карла Габсбурга був викликаний діями знаменитого корсара Хайр ад-Діна Барбаросси, який у 1533 році був призначений султаном Сулейманом I капудан-пашою (верховним адміралом) флоту Османської імперії. В 1534 році Барбаросса на чолі османського флоту захопив Туніс і вигнав з цього важливого портового міста хафсідського султана Мулея Хасана. З Тунісу османський флот міг здійснювати регулярні напади на імперські міста на узбережжі сусідніх Італії та Іспанії.
Вкрай набожний імператор Карл V Габсбург, пам'ятаючи про досягнення своїх попередників, католицьких королів Іспанії у боротьбі з «невірними», оголосив «хрестовий похід» проти османів. Карл V зібрав велику армію з 30 тисяч солдат, заручився підтримкою генуезького флоту та винайняв у мальтійських лицарів найбільший їх корабель, караку «Санта Анна» з броньованим корпусом, а у португальців галеон «Ботафогу», найпотужніший військовий корабель того часу, озброєний сотнями гармат. Витрати Карлом V на організацію Туніської кампанії були значними і становили 1 000 000 дукатів, що дорівнювало вартості кампанії Карла проти Османської імперії на Дунаї. Несподівано, допомога у фінансуванні компанії надійшла з іспанським флотом з Нового Світу, який доставив в Іспанію скарб вартістю 2 мільйони золотих дукатів, отриманих Франсіско Пісарро в обмін на обіцянку звільнення короля інків Атавальпи (якого Пісарро, тим не менш, стратив 29 серпня 1533).
Незважаючи на прохання Карла V, король Франції Франциск I відмовив у підтримці експедиції, пояснюючи це тим, що він перебував у трирічному перемир'ї з османами та Барбароссою, після прийняття османського посольства у Франції в 1533 році. Франциск I також вів переговори з Сулейманом I щодо організації спільних дій проти Карла V. Франциск I лише погодився на прохання папи Павла III, щоб під час експедиції не було жодної бійки між християнами.

## Битва

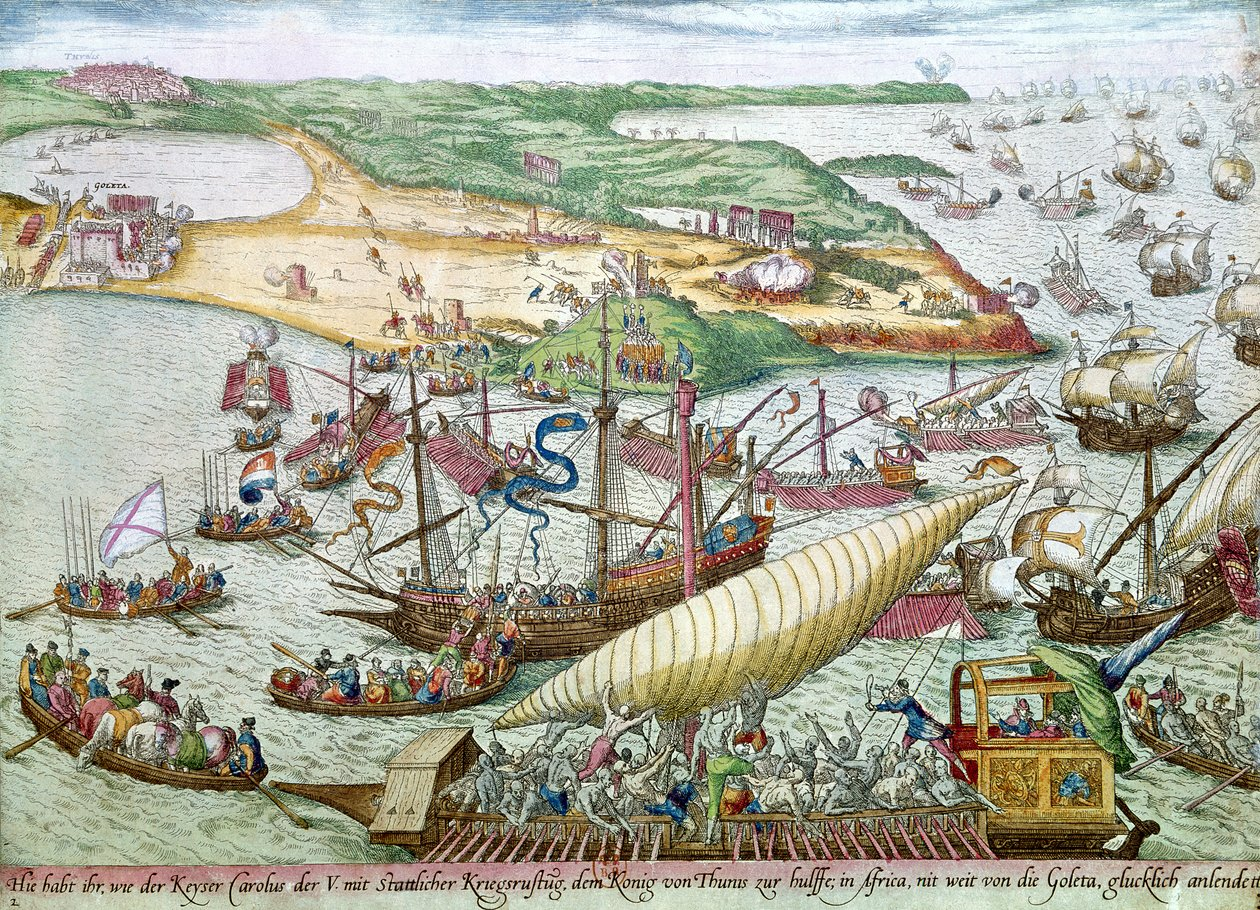
Флот Карла V на чолі з галеоном «Ботафогу» наближається до Тунісу

Відпливши з Сардинії на чолі католицької коаліції під захистом генуезького флоту, 1 червня 1535 року флот Карла V розбив в морському бою значно менший флот Барбаросси, після чого іспанці розпочали облогу фортеці Ла-Гулетт. Тривала й кровопролитна облога цього укріплення, нашвидкоруч збудованого загоном Барбаросси, стало основною подією туніської експедиції. Під час облоги особливо відзначилась гігантська карака госпітальєрів Санта-Ана. Її корпус нижче ватерлінії був покритий залізними листами, що інколи вважають першим прикладом панцирного корабля. Санта-Ана розірвала ланцюги, що захищали вхід у гавань, підійшла до форту Ла-Гулетт і впритул відкрила вогонь по ньому з корабельної артилерії. Спільними діями з суші та з моря іспанцям вдалось знищити незначний османський гарнізон Ла-Гулетти і захопити форт. У руїнах захопленої фортеці іспанці знайшли гарматні ядра з французькими ліліями, що доводило франко-османську військову взаємодію. Після падіння Ла-Гулетти іспанці майже без спротиву ахопили Туніс, де почалось майже поголівне винищення мусульманського населення. Внаслідок різанини в місті загинуло близько 30 000 осіб.  Сморід від трупів був такий, що Карл V незабаром покинув Туніс і переніс свій табір до Радеса.
Барбаросса зміг втекти на галерах, захованих від іспанців в гавані Аннаби, з кількатисячним військом османів до Алжиру, звідки ще в цьому ж році здійснив успішний напад на іспанську Мінорку. Після втечі Барбаросси, Мулай Хасан був відновлений на султанському троні в Тунісі.
Облога продемонструвала потужність династії Габсбургів. На той час Карл V мав під своїм контролем Іспанію, Південну Італію, Сицилію, Австрію, Нідерланди, землі в Німеччині та нововідкриті землі в Новому Світі. Крім того, він був імператором Священної Римської імперії і де-юре також контролював більшу частину Німеччини.
Поразка від Габсбургів в Тунісі спонукала Османську імперію до створення офіційного союзу з Францією проти імперії Габсбургів. До Константинополя було відправлено Жана де Ла Форе, який став першим європейським постійним послом при османському дворі та вів подальші переговори про укладення французько-османських договорів.
Карл V на честь своєї перемоги під Тунісом відсвяткував неокласичний тріумф «над невірними» спочатку на Сицилії, а потім  5 квітня 1536 року у Римі. Між 1546 і 1550 роками Іспанський губернатор форту Ла-Гулетт, Луїс Перес Варга, збудував додаткові укріплення на острів Чиклі посеред озера Туніс, щоб зміцнити оборону міста .

## Габсбурги в Африці
Місцевий хафсідський правитель був змушений визнати імператора своїм сюзереном, а фортецю Ла-Гулетт в порту було значно укріплено і залишено в ній іспанський гарнізон. Такий стан справ зберігався до 1569 року, коли алжирський бей Улуч Алі знову відвоював Туніс у іспанців.
Вже за чотири роки після перемоги при Лепанто у 1571 році, дон Хуан Австрійський повернув Туніс і Ла-Гулетт іспанцям. Він сподівався перетворити цю частину Магрибу на перше на півночі Африки християнське королівство і, поклавши на свою голову корону цієї держави, взятись за реконкісту на зразок тієї, з якої свого часу народилась Португалія. Протидія власного брата, Філіпа II, змусила його облишити ці плани.
Край африканській конкісті поклала 1574 року Османська імперія. Султан направив до Тунісу флот, яким командували Улуч Алі і Сінан-паша. Вони змістили покірну іспанцям Хафсідську династію. Хуан Австрійський відплив на допомогу іспанському гарнізону з Сицилії, але запізнився внаслідок шторму. Під його командуванням перебував майбутній письменник Сервантес, за свідченнями якого полонені в Ла-Гулетт християни завершили своє життя рабами на турецьких галерах.

## Підсумок
Плани завоювання Африки вкотре стали для іспанської корони дороговартісною невдачею. Одна лише первинна експедиція Карла V коштувала не менше ніж мільйон дукатів. Подальші зусилля з утримання Ла-Голетти змушували християнніших монархів влізати у борг до Фуггерів та інших банківських домів. За рік після залишення Ла-Гулетт іспанська корона оголосила про своє банкрутство, внаслідок якого пішла на поступки повсталим Нідерландам.